# 清田誠一郎
清田 誠一郎（きよた せいいちろう）は茨城県つくば市在住の日本の生物学者、アマチュア天文家。

## 人物

### 生物学者として
国立研究開発法人農業・食品産業技術総合研究機構の高度解析センター推進室で上級研究員を務めていた。植物ホルモンなどを研究対象としている。

### アマチュア天文家として
1977年より変光星の観測を開始し、日本変光星研究会に所属している。ミラ型変光星や激変星を中心に観測しており、1994年頃には口径20cmの反射望遠鏡で変光星の観測を行っていた。冷却CCDカメラによる変光星観測の嚆矢となりそのノウハウの普及に努めている。1994年当時の総目測数は約20000目測。2013年1月5日にアンドロメダ銀河に17.7等の新星M31N 2013-01aを発見した。この発見はアメリカ・ニューメキシコ州メイヒルのインターネット望遠鏡「iTelescope.net」のT21と呼ばれる43cmF6.8リッチー・クレチアン式望遠鏡とF4.5レデューサー、FLI-PL6303E冷却CCDカメラを用いてなされた。インターネット上では「MEI/NEKO」のハンドルネームで活動している。